# مردم گاگائوز

پرچم گاگائوزیا

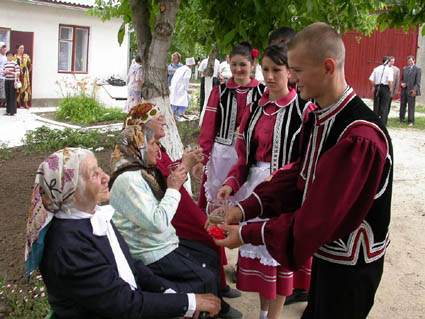

گاگائوز یک قوم ترک‌تبار است که بیشتر در جنوب مولداوی (گاگائوزیا) و جنوب شرقی اوکراین (بودجاک) زندگی می‌کنند و جمعیتی در حدود ۲۴۰٬۰۰۰ نفر دارند. گاگائوزها نیز همانند چوواش‌ها، یاکوت‌ها، و دولگان‌ها از ترکان مسیحی‌مذهب هستند. اکثر آن‌ها ارتدکس و بعضی پروتستان می‌باشند. 
این مردم به زبان گاگائوز از شاخهٔ اغوز خانوادهٔ زبان‌های ترکی صحبت می‌کنند که شامل آذربایجانی، ترکی ترکیه و ترکمنی نیز می‌شود.

## پراکندگی جغرافیائی
گاگائوزها در بندر اودسا، و منطقه زاپوریژیای اوکراین، همچنین در کشورهای قزاقستان، قرقیزستان، ازبکستان، کاباردینو-بالکاریا (روسیه)و رومانی سکونت دارند. حدود ۲۰ هزار گاگائوز در مناطق بالکان یونان و بلغارستان زندگی می‌کنند.

## تاریخ
اجداد گاگائوزها عشایر مهاجر اوز، شاخه‌ای از قوم اوغوز بوده‌اند. تاریخ نویسان بیزانس گذشت آنها از رود دانوب و ساکن شدن آنها را در بالکان یونان و بلغارستان درج نموده‌اند. آنها بعد از اسکان در این منطقه مسیحی گشته‌اند.
فعالیتهای ملی گرایانه در میان گاگائوزها تا سالهای هشتاد میلادی محدود به روشنفکران بود ولی با تجزیه شوروی و تمایل به نزدیکی با رومانی در مولداوی حرکت ملی فعالی برای استقلال صورت گرفت. در سال ۱۹۹۴ مجلس مولداوی خودمختاری گاگائوزیا (گاگائوز یری Gagauz Yeri) را به رسمیت شناخت و بدین ترتیب اختلاف به صورت مسالمت‌آمیزی برطرف شد.